# Cshe Bohun
Cshe Bohun (hangul: 채보훈, handzsa: 蔡甫薰, RR: Chae Bohun; Tegu (Daegu), 1992. augusztus 23.–) dél-koreai énekes, dalszerző, gitáros, a The VANE nevű egyszemélyes együttes frontembere, valamint a Purple Rain rockegyüttes énekese.

## Élete és pályafutása
Tegu (Daegu)ban született, egy bátyja van. 2012-ben első helyezett volt a Puszan (Busan)ban rendezett MBC Egyetemi Dalfesztiválon All in Love című szerzeményével, Norul cshoum pon szungan nan panhesszo (Neoreul cheoum bon sungan nan banhaesseo) (너를 처음 본 순간 난 반했어) című szerzeménye pedig második helyezett lett. 2015-ben hozta létre a The VANE együttest, melynek egyetlen állandó tagja. 2016-ban és 2017-ben az MBC Duet Song Festival című műsorában lépett fel, ahol a Jaurim énekesnőjével, Kim Junával (Kim Junával) közösen szerepelt, összesen öt alkalommal győztek a versenyben. 2019-ben részt vett a JTBC csatorna Superband című tehetségkutatójában, ahol a Purple Rainnel harmadik helyezést ért el. Az együttes ezt követően lemezszerződést írt alá.
Számos televíziós sorozathoz énekelt fel betétdalt, úgy mint a Save Me, a Two Cops a Vagabond és a Bosszúra éhesen című sorozatokhoz.

## Diszkográfia

### The VANE
Kislemezek
- 2015. 10. 29. Beck
- 2015. 11. 26. Moon Like The Star
- 2017. 1. 18. Alone
- 2017. 11. 8. Grow
- 2018. 1. 31. Mask

EP
- 2016. 1. 26. Line
- 2019. 9. 9. Run

Stúdióalbum
- 2017. 2. 13. Round

### Filmzene
- 2017: Hvangak (환각, Hwangak) (Save Me OST)
- 2017: Dreamer (Two Cops OST)
- 2018: Changer (Player OST)
- 2019: Thonol (터널, Teoneol) (Item OST)
- 2019: Nightmare (Love in Sadness OST)
- 2019: Savior (Save Me 2 OST)
- 2019: Room No. 303 (Hell Is Other People OST)
- 2019: Open Fire (Vagabond OST)
- 2019: Bird (My Country: Egy új kor hajnala OST, a Purple Rainnel)
- 2020: Csikcsin (직진, Jikjin) (No Break) (Bosszúra éhesen OST)
- 2020: Superhero (Sweet Munchies OST)
- 2022: You've Got Me Wrong (Insider OST)